# Akademija umetnosti in znanosti gibljivih slik
Akademija umetnosti in znanosti gibljivih slik (v izvirniku angleško Academy of Motion Pictures Arts and Sciences., krajše tudi samo the Academy oz. Akademija, kratica AMPAS) je ameriško častno poklicno združenje s sedežem v Beverly Hillsu (Kalifornija), ki združuje zaslužne posameznike vseh panog, povezanih z ustvarjanjem filmov – igralce, režiserje, scenariste, producente, tehnike idr. Posamezni filmski ustvarjalci ali poslovneži se lahko včlanijo s povabilom in postanejo predstavniki ene od vej filmske industrije; leta 2024 je bilo 487 novih povabljenih, s čimer se je število članov približalo 11.000. Večina povabljenih je Američanov, vendar je članstvo odprto tudi za tujce. Skupno ima Akademija 19 vej.
AMPAS je znana predvsem kot ustanova, ki podeljuje nagrade Akademije, bolj znane kot oskarji, najprestižnejša priznanja na področju filma na svetu. Poleg tega podpira raziskave in šolanje filmske tehnike, dokumentira filmsko zgodovino, izdaja referenčno gradivo, spodbuja sodelovanje med filmskimi panogami in promovira hollywoodsko filmsko industrijo. Ob oskarjih redno podeljuje še častne nagrade za dosežke v filmski znanosti in tehniki ter druga posebna priznanja.
Združenje je bilo ustanovljeno na pobudo Louisa B. Mayerja, takratnega področnega direktorja studia Metro-Goldwyn-Mayer; sprva je bilo mišljeno, da bi imelo vlogo mediatorja v delovnopravnih sporih v industriji, kar bi odvrnilo filmske delavce od ustanavljanja sindikatov. Ustanovni banket, na katerega je povabil 36 vidnih predstavnikov filmske industrije, je bil 11. januarja 1927 v Los Angelesu. Kmalu se je izkazalo, da zastopa predvsem interese velikih studiev, zato je izgubilo kredibilnost kot mediator in se postopoma preoblikovalo v častno združenje. Že v zgodnjih dneh obstoja je vzniknila ideja o podeljevanju priznanj za zasluge, zato so oblikovali poseben komite za zasnovo, ki je začel resneje delovati spomladi 1928 in poleti tega leta so odprli poziv za nominacije. Leta 1929 so bili podeljeni prvi oskarji v 12 kategorijah za dosežke v letu 1928.